# Eunotus aequalivena
Eunotus aequalivena är en stekelart som beskrevs av Xiao och Huang 2001. Eunotus aequalivena ingår i släktet Eunotus och familjen puppglanssteklar. Inga underarter finns listade i Catalogue of Life.